# 지지콘
지지콘(독일어: Sisikon)은 스위스 우리주의 자치체이다. 루체른 호수 기슭에 위치해 있다.

## 지리
지지콘의 면적은 2006년 기준으로 16.3k㎡이다. 이 지역의 30.9%는 농업용으로 사용되며 44%는 산림이다. 나머지 토지 중 1.2%는 정착지(건물 또는 도로)이고 나머지(23.8%)는 비생산적(강, 빙하 또는 산)이다. 1993/97년 토지조사에서, 총 토지 면적의 36.5%는 숲이 우거진 반면 4.1%는 작은 나무와 관목으로 덮여 있다. 농경지 중 0.2%는 농경지나 목초지로, 4.5%는 과수원이나 포도밭으로, 26.3%는 고산 목초지로 쓰인다. 정착지 중 0.4%는 건물로, 0.2%는 공원 및 녹지로, 0.6%는 교통 인프라로 구성되어 있다. 비생산적인 지역 중 0.4%는 비생산적인 고인 물(연못 또는 호수), 0.2%는 비생산적인 흐르는 물(강), 7.7%는 초목이 자라기에 너무 바위가 많고, 15.5%는 기타 비생산적인 토지이다.

## 인구통계
2020년 12월 31일 기준, 지지콘의 인구는 383명이다. 2007년 기준으로 인구의 6.8%가 외국인이다. 지난 10년 동안 인구는 -2.8%의 비율로 감소했다. 2000년 기준, 인구 대부분이 독일어(96.0%)를 사용하며, 이탈리아어가 두 번째로 많이 사용(1.4%)되고, 세르보-크로아티아어가 세 번째(1.1%)로 사용된다. 2007년 현재 인구의 성별 분포는 남성 51.8%, 여성 48.2%이다.
2007년 연방 선거에서 FDP 정당은 75%의 득표율을 얻었다.
지지콘에서는 인구의 약 69.7%(25-64세)가 비필수 고등교육 또는 추가 고등교육(대학 또는 응용학문대학)을 완료했다.
지지콘의 실업률은 0.36%이다. 2005년 현재 1차 경제 부문에 24명이 고용되어 있으며, 이 부문에 약 12개 기업이 참여하고 있다. 11명이 2차 부문에 고용되어 있고, 이 부문에 4개의 기업이 있다. 90명이 3차 부문에 고용되어 있으며, 이 부문에는 16개의 기업이 있다.
역사적 인구는 다음 표에 나와 있다.
| 년도 | 인구 |
| ---- | ---- |
| 1970 | 309  |
| 1980 | 314  |
| 1990 | 319  |
| 2000 | 350  |
| 2005 | 390  |
| 2007 | 382  |

## 교통
지지콘은 지자체와 고트하르트 철도에 위치한 지지콘역에서 연결된다. 지지콘은 악센스트라세를 통해 도로로 접근할 수 있다.